# La Pobla de Segur
La Pobla de Segur is een gemeente in de Spaanse provincie Lleida in de regio Catalonië met een oppervlakte van 33 km². La Pobla de Segur telt 2.973 inwoners (1 januari 2016). De gemeente ligt op een hoogte van 524 meter boven zeespiegel.

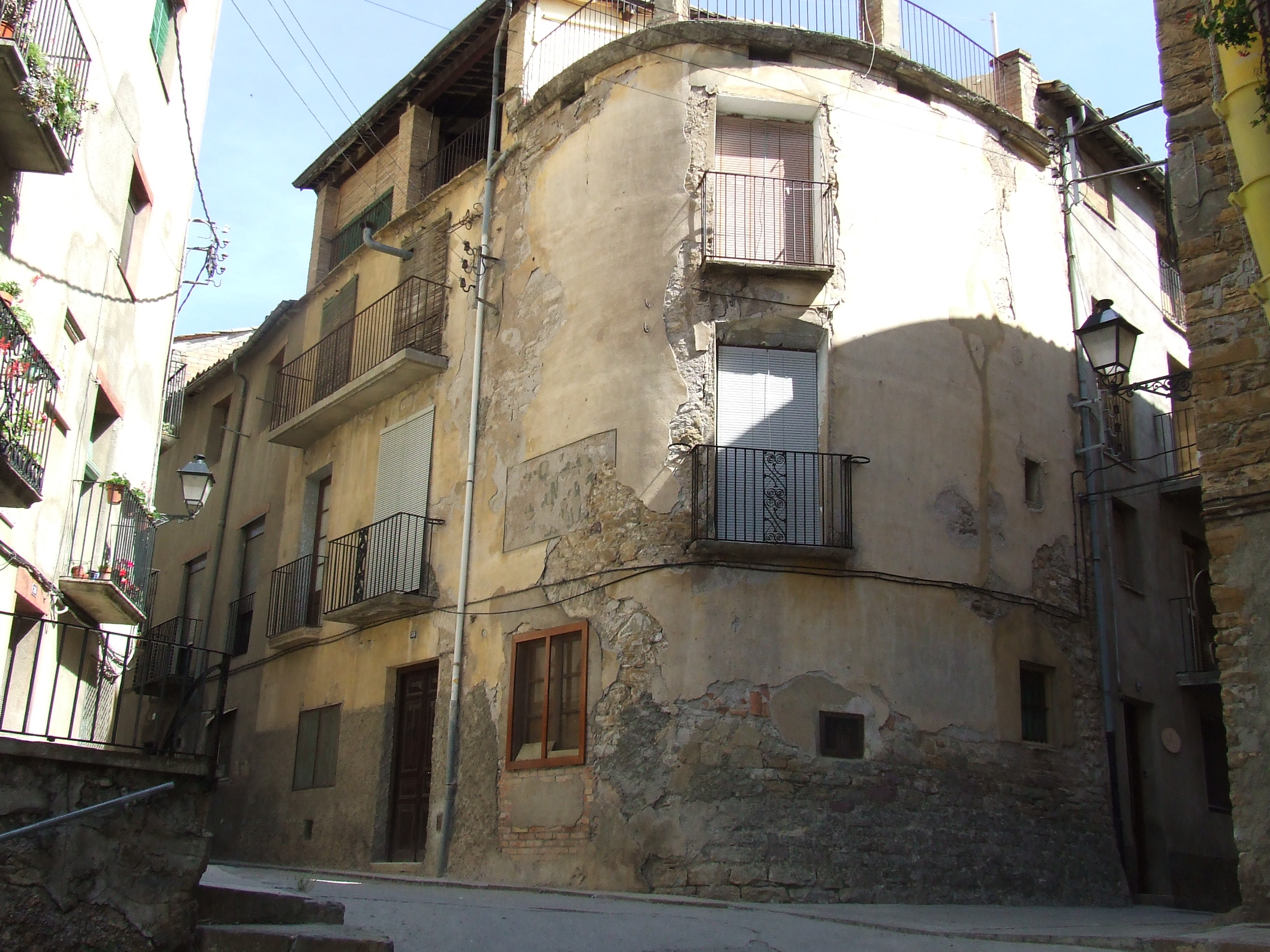
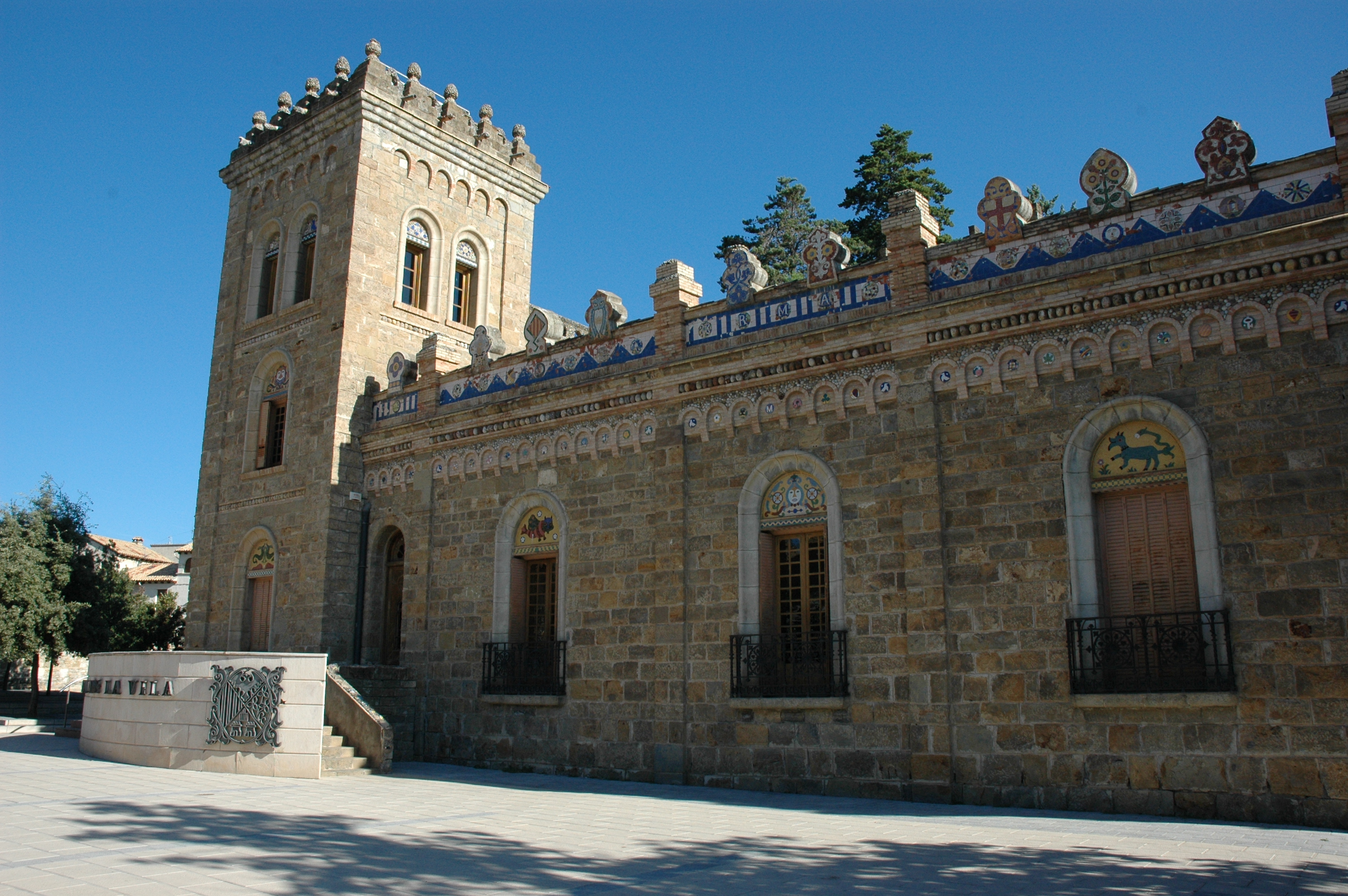

## Geboren
- Josep Borrell (1947), politicus en buitenlandchef EU
- Carles Puyol (1978), voetballer